# 藤原信実
藤原 信実（ふじわら の のぶざね）は、鎌倉時代前期から中期にかけての公家・画家・歌人。藤原北家長良流、左京権大夫・藤原隆信の子。官位は正四位下・左京権大夫。

## 人物
父・隆信と同様に絵画・和歌に秀で、水無瀬神宮に伝わる国宝『後鳥羽院像』は信実の作と考えられている。短い線を何本も重ねる事で主体の面影を捉える技法が特色である。大倉集古館所蔵の『随身庭騎絵巻』や佐竹本『三十六歌仙絵巻』等の作品は信実とその家系に連なる画家達によって共同制作されたものと推測されている。信実の子孫はいわゆる似絵の家系として知られる八条家となり、室町時代中期頃まで続いた。
勅撰歌人として『新勅撰和歌集』（10首）以下の勅撰和歌集に122首が入集。自撰歌集に『藤原信実朝臣集』がある。また、信実が編纂し、延応2年（1240年）前後に成立した説話集として『今物語』がある。

## 系譜
- 父：藤原隆信
- 母：藤原長重の娘
- 生母不明の子女
  - 男子：藤原為継（または為忠）（1206-1265）
  - 男子：藤原信蔭
  - 男子：藤原信義
  - 男子：信海
  - 男子：守円
  - 女子：菅原在氏室
  - 女子：藻璧門院少将
  - 女子：後深草院弁内侍
  - 女子：後深草院少将内侍 - 資光王室